# International Hockey League (2017)
Die International Hockey League (IHL) ist eine supranationale Eishockeyliga, die vom Slowenischen Eishockeyverband HZS ausgerichtet wird. Neben slowenischen Mannschaften nehmen Clubs aus Kroatien und Serbien teil. Die Saison 2017/18 war die erste Spielzeit der Liga. In der Saison 2020/21 nahmen aufgrund der Beschränkungen in Folge der Covid19-Pandemie nur Mannschaften aus Slowenien teil.

## Entstehung
Bereits in den Jahren bis 2017 nahmen serbische und kroatische Teams an der Slowenischen Eishockeyliga teil. Zur Saison 2017/18 wurde die Liga organisatorisch neu aufgestellt. So müssen die teilnehmenden Clubs unter anderem eine Anmeldegebühr entrichten. Vorbild ist die Alps Hockey League (AlpsHL), an der auch slowenische Clubs teilnehmen. Die Liga wird auf Slowenisch auch als Mednarodno hokejsko ligo bezeichnet, international aber als IHL abgekürzt.

## Teilnehmer
| Land      | Mannschaft                            | Stadt     | 2017/18 | 2017/18 | 2018/19 | 2018/19 | 2019/20 | 2019/20 | 2020/21 | 2020/21 |
| --------- | ------------------------------------- | --------- | ------- | ------- | ------- | ------- | ------- | ------- | ------- | ------- |
| Slowenien | HK ECE Celje                          | Celje     | 3       | F       | 5       | VF      | 7       | VF      | 5       | HF      |
| Slowenien | HK MK Bled                            | Bled      | 6       | VF      |         |         |         |         | 2       | HF      |
| Slowenien | HD Hidria Jesenice                    | Jesenice  |         |         |         |         | 6       | VF      | 4       | PPO     |
| Slowenien | HK Triglav                            | Kranj     | 1       | HF      | 2       | F       | 2       | HF      | 1       | M       |
| Slowenien | HK Playboy Slavija/ HK Slavija Junior | Ljubljana | 7       | VF      | 4       | HF      | 1       | HF      | 3       | F       |
| Slowenien | HDK Maribor                           | Maribor   | 10      | –       |         |         |         |         |         |         |
| Serbien   | SKHL Roter Stern                      | Belgrad   | 2       | HF      | 1       | M       | 3       | HF      |         |         |
| Serbien   | HK Vojvodina                          | Novi Sad  | 8       | VF      | 8       | VF      | 5       | VF      |         |         |
| Kroatien  | KHL Mladost                           | Zagreb    | 9       | –       | 7       | VF      | 4       | HF      |         |         |
| Kroatien  | KHL Zagreb                            | Zagreb    | 5       | VF      | 3       | HF      | abg. +  | abg. +  |         |         |
| Kroatien  | KHL Medveščak 2                       | Zagreb    | 4       | M       | 6       | VF      | abg. +  | abg. +  |         |         |

Je Saison: linke Spalte Platzierung nach Hauptrunde, rechte Spalte Ergebnis Play-offs (M: Meister, F: Finale, HF: Halbfinale, VF: Viertelfinale, PPO: Pre-Play-offs).
Dunkel hinterlegt: keine Teilnahme in dieser Saison.

## Siegerliste
- 2017/18:  KHL Medveščak Zagreb II
- 2018/19:  SKHL Roter Stern Belgrad
- 2019/20: Meisterschaft nicht beendet
- 2020/21:  HK Triglav Kranj

## Slowenische Meisterschaft
Die slowenischen IHL-Clubs nehmen – neben den slowenischen Teilnehmer der AlpsHL und weiteren Mannschaften – an der slowenischen Meisterschaft teil. Dabei zählen die Spiele der slowenischen Mannschaften in der IHL intern für die Meisterschaft.

## Jugendligen
Neben der Seniorenmeisterschaft trägt der slowenische Verband auch IHL Jugendligen der Jahrgangsstufen (2017 bis 2019) U18, U16, U14 und U12  bzw. (2019/20) U19 (Mladinci), U17 (Kadeti), U15 (Dečki) und U13 (Mlajši dečki) aus. An den Ligen nehmen teilweise auch der EC VSV und der EC KAC aus dem österreichischen Bundesland Kärnten teil.
| Saison  | Mladinci            | Kadeti              | Dečki          | Mlajši dečki |
| ------- | ------------------- | ------------------- | -------------- | ------------ |
| 2017/18 | HDD Hidria Jesenice | HDD Hidria Jesenice | Hk SŽ Olimpija | KHL Mladost  |
| 2018/19 | HDD Hidria Jesenice | HK MK Bled          | Hk SŽ Olimpija | EC KAC       |

## Frauenliga
Seit 2020 wird auch ein Wettbewerb für Frauenmannschaften ausgetragen, an der in der Saison 2020/21 drei Mannschaften aus Slowenien (HK Olimpija, HK Triglav und HDK Maribor) sowie die Villach Lady Hawks teilnahmen. Das Team aus Villach gewann die Meisterschaft 2021.